# Ivan Dykhovitchny
Ivan Vladimirovitch Dykhovitchny (en russe : Иван Владимирович Дыховичный), né le 16 octobre 1947 à Moscou et mort le 27 septembre 2009  dans la même ville, est un réalisateur et scénariste soviétique puis russe.

## Biographie
Ivan Dykhovitchny est fils de Vladimir Abramovitch Dykhovitchny (1911-1963), un dramaturge et auteur des chansons et d'Alexandra Iossifovna Sinani, une ballerine. En 1969 il a fini l'Institut d'art dramatique Boris Chtchoukine. En 1970 - 1980 il est l'acteur du thèatre Taganka. En 1982 Dykhovitchny a fini le cours des mettrurs
en scène sous direction de Riazanov. Il a travaillé à la télévision. Ivan Dykhovitchny est l'auteur des dix films. En 2009 il est mort de la lymphome et enterré au cimetière de Novodevitchi de Moscou..

## Filmographie
- 1984 : Les Promenades du dimanche (Voskresnye progulki)
- 1985 : Ispytatel
- 1988 : Le Moine noir (Chyornyy monakh)
- 1992 : Moscow Parade (ru) (Prorva)
- 1994 : Rôle féminin (Zhenskaya rol)
- 1995 : Music for December (en) (Muzyka dlya dekabrya)
- 1997 : Krestonosets-2
- 2002 : The Kopeck (en) (Kopeyka)
- 2006 : Vdokh, vydokh
- 2009 : Evropa-Aziya

## Œuvre
Ivan Dykhovitchny a réalisé une dizaine de films entre 1984 et 2009 dont Muzyka dlya dekabrya qui a été projeté dans la section Un certain regard au Festival de Cannes 1995.

## Hommage
Le poète Vladimir Vyssotski, ami proche du réalisateur, lui a consacré un long poème.